# Acción Católica de la Mujer
Acción Católica de la Mujer var en spansk kvinnoorganisation, grundad 1919.
Det var en reformkatolsk kvinnoorganisation som förespråkade införandet av kvinnlig rösträtt med argumentet att kvinnor i allmänhet var konservativa katoliker och att reformen därmed skulle utöka den konservativa högerns röstandel. Det var en av de största och mest inflytelserika kvinnoföreningarna i Spanien under en tid när majoriteten kvinnor var katoliker snarare än progressiva. 